# YounQ
YounQ là một nhóm nhạc nữ Việt Nam được thành lập bởi V-HOT Entertainment. Vào ngày 12/12/2012, nhóm ra mắt với 8 thành viên và ca khúc "Weekend".
Nhóm tan rã vào tháng 12 năm 2015. Đội hình cuối cùng của nhóm bao gồm 4 thành viên: Minlie, Thảo, Hana và K.N.

## Lịch sử

### Trước khi ra mắt
Ngày 6/8/2012, V-HOT Entertainment giới thiệu 16 thực tập sinh của công ty, chọn lọc từ hơn 1.000 hồ sơ gửi về, hơn 300 người đến casting trực tiếp và 36 người vào vòng chung kết. 16 thực tập sinh đó là: Huỳnh Mi Băng, Khúc Nguyễn Thúy Vy, Hồ Hoàng Minh Lễ, Nguyễn Hoàng Ngọc Thảo, Trần Thị Ái Khanh, Trần Ngọc Phương Trang, Văn Hoàng Anh, Nguyễn Châu Ngân Tữ, Trần Cao Cẩm Tú, Nguyễn Lâm Hồng Ngọc, Nguyễn Thị Hoa, Lâm Thanh Thảo, Dương Thu Thảo, Huỳnh Kim Ngân, Trương Phạm Nhất Khanh và Đỗ Ngọc Lan Vy. Đồng thời, công ty cho ra mắt ca khúc "Hello! Summer".

### 2012: Ra mắt với "Weekend"
Ngày 12/12/2012, YounQ có sân khấu đầu tiên tại concert V-HOT COUNTDOWN. Cùng ngày, nhóm chính thức ra mắt với ca khúc tiếng Anh "Weekend" và đội hình 8 thành viên, gồm Minlie, Fei, Emi, Candy Miu, Hayoon, Thảo, Kha Mi, Băng Băng và rapper K.N, thành viên của nhóm V-Angels. Theo đó, nhóm đã chi hơn 1 tỷ để quay MV của "Weekend" tại trung tâm mua sắm Crescent Mall ở quận 7, Thành phố Hồ Chí Minh.
Màn ra mắt của nhóm nhận được nhiều ý kiến trái chiều. Trong khi nhóm nhận được nhiều sự chú ý bởi sự đầu tư của công ty chủ quản, nhóm cũng nhận nhiều lời chê bai về khả năng trình diễn và việc bắt chước sao Hàn như Girls' Generation.

### 2013: Trở lại với "Hello! Summer", Băng Băng rời nhóm
Ngày 27/5/2013, nhóm trở lại với MV cho ca khúc "Hello! Summer", quay tại một resort ở Mũi Né trong 3 ngày với ê-kíp gồm 50 người và kinh phí 10.000 USD.
Ngày 14/10/2013, Băng Băng chính thức rút khỏi nhóm để tiếp tục phát triển con đường solo.

### 2014:Ngôi Sao Việt 2014
Ngày 15/3/2014, Minlie, Fei, Kha Mi và Hayoon xuất hiện trên chương trình sống còn Ngôi Sao Việt 2014, dưới tên thật là Minh Lễ, Nhất Khanh, Ái Khanh và Thúy Vy. Khi được hỏi về nhóm, Ái Khanh tiết lộ rằng YounQ vẫn tồn tại và tập luyện với nhau dù không còn công ty quản lý. Minh Lễ, Nhất Khanh và Ái Khanh sau đó bị loại khỏi chương trình trong tập 7, trong khi Thúy Vy vươn tới top 5 trước khi bị loại trong tập 18.
Sau khi chương trình Ngôi sao Việt 2014 kết thúc vào ngày 19/7/2014, Nhất Khanh và Thúy Vy được tuyển làm thành viên của LIME và rời YounQ.

### 2015: Đội hình mới với 4 thành viên và sự tan rã
Tháng 5 năm 2015, YounQ trở lại với đội hình 4 thành viên, gồm Minlie, Thảo, Hana (trước mang nghệ danh là Emi) và K.N. Ngày 30/5/2015, đội hình này ra mắt với ca khúc "Be My Honey" cùng với MV phát hành vào ngày 1/6/2015.
Ngày 7/12/2015, Minlie thông báo với một người hâm mộ trên Instagram rằng nhóm đã tan rã.

## Thành viên
| Nghệ danh (Alias) | Tên khai sinh (Birth Name) | Ngày sinh (D.O.B) |
| Băng Băng         | Huỳnh Đức Vân Nhi          | 7 tháng 9, 1990   |
| Hana              | Nguyễn Thị Hoa             | 19 tháng 5, 1991  |
| Thảo              | Dương Thu Thảo             | 3 tháng 1, 1992   |
| Kha Mi            | Trần Thị Ái Khanh          | 5 tháng 2, 1993   |
| Minlie            | Hồ Hoàng Minh Lễ           | 6 tháng 3, 1993   |
| Candy Miu         | Nguyễn Thị Minh Tâm        | 27 tháng 1, 1994  |
| K.N               | Huỳnh Kim Ngân             | 29 tháng 5, 1994  |
| Hayoon            | Khúc Nguyễn Thúy Vy        | 6 tháng 2, 1995   |
| Fei               | Trương Phạm Nhất Khanh     | 10 tháng 10, 1995 |

## Chương trình

### Chương trình truyền hình
| Năm  | Chương trình  | Kênh phát sóng | Số tập | Thành viên          | Ngày phát sóng             | Vai trò  | Ghi chú          |
| 2014 | Ngôi Sao Việt | VTV3           | 18     | Minlie, Fei, Kha Mi | Từ 15/3/2014 đến 26/4/2014 | Thí sinh | Tập 1 đến tập 7  |
| 2014 | Ngôi Sao Việt | VTV3           | 18     | Hayoon              | Từ 15/3/2014 đến 12/7/2014 | Thí sinh | Tập 1 đến tập 18 |

## Video âm nhạc
| Năm  | Video         | Thành viên                                                         | Ghi chú                                                                                                  |
| 2012 | Weekend       | Minlie, Fei, Hana, Candy Miu, Hayoon, Thảo, Kha Mi, Băng Băng, K.N | Bài hát debut của nhóm                                                                                   |
| 2013 | Hello! Summer | Minlie, Fei, Hana, Candy Miu, Hayoon, Thảo, Kha Mi, Băng Băng, K.N | Bài hát và video âm nhạc được thu âm và quay từ năm 2012 nhưng tới 2013 mới phát hành                    |
| 2015 | Be My Honey   | Minlie, Hana, Thảo, K.N                                            | Bài hát đầu tiên với đội hình 4 người Tài trợ bởi 360Play với sự góp mặt của Củ Hành Siêu Nhân (Nặc Tha) |